# Obscure II
Obscure II (известная в Северной Америке как ObsCure: The Aftermath) — компьютерная игра в жанре survival horror, разработана компанией Hydravision. Является сиквелом вышедшей в 2004 году игры ObsCure.

## Сюжет
Сюжет игры напрямую продолжает первую часть. Спустя два года Старшую Школу Лифмор, которая не подлежала восстановлению, было решено снести. Кенни и Шэннон Мэтьюсы учатся в Университете Фоллкрик, а Стэн Джонс работает доставщиком пиццы. Поскольку ребятам не удалось вывести из своих организмов споры Мортифилии, то Кенни и Стэну постоянно нужно принимать медикаменты, а Шэннон сумела приспособиться к ним. Между тем, по кампусу Фоллкрика гуляет цветок, похожий на тюльпан, пепел из которого используется в качестве сильнодействующего, а потому популярного у студентов, наркотика. Один из студентов Кори Уайлд, под действием наркотиков испытывает галлюцинацию, в которой ему мерещатся жуткие монстры (аналогичные тем, что были в Лифморе). Поздно вечером Кенни и его подруга Эми Брукс идут в местное братство на вечеринку. Поскольку их не пускают через парадный вход (на вечеринку могут попасть только «свои»), Кенни и Эми пробираются через окно. В это время у подножья здания из земли разом вырастает множество тех самых цветов. Из них начинает выходить чёрная аура, похожая на ауру Мортифилии, которая просачивается внутрь через окна. Тут же музыка сменяется грохотом и воплями ужаса. Оказавшись внутри, пара сталкиваются с ужасными мутантами, которые напоминают Кенни тех, с которыми он столкнулся Лифморе. Блуждание по зданию приводит их с Эми в отдалённую часть, где они сталкиваются с их учителем Ричардом Джеймсом. Позже к ним присоединяются Кори и его девушка Мэй Ванг. Ричард Джеймс делает вскрытие одного из убитых мутантов и обнаруживает, что расположение внутренних органов у этих существ такое же, как и у человека. В то же время Кори замечает на передней правой лапе мутанта татуировку-клеймо, которую носили все члены Братства, и становится понятно, что мутанты — это все мутировавшие здесь люди, которые употребляли наркотик из цветов. Ребята приходят к выводу, что сами они не мутировали, потому что после каждой дозы употребляли энергетики, так как те снимали головную боль — очевидно, энергетики сильно притупляют заражение организма.
Выбравшись из Братства, ребята подбирают их друга Свена Хансена, но не успевают ничего ему объяснить, потому что машина Кори внезапно срывается с места и уносится вперёд. Кори бросается вслед за ней, а за ним, пытаясь его остановить, несётся Эми. В то же время на связь с Мэй по карманному Уоки-токи выходит её сестра-близнец Джун, которая осталась в общежитии. Оказывается мутанты пробрались туда и Джун в панике. Мэй, увлекая за собой Свена, отправляется в общежитие. Кенни, между тем, становится плохо от наркотической ломки и он решает отправиться в ближайший медпункт. Кори и Эми находят машину Кори сорвавшейся с обрыва, в полностью разбитом состоянии. Расправившись с мутантами, которые околачивались там же, они окольным путём пытаются выбраться из леса. По пути им попадается лист старой газеты, выпущенной в прошлом году. На листе — статья о том, что в этом лесу не раз замечали странного человека в комбинезоне с искажённым телосложением и деформированным лицом. Вскоре Кори и Эми сами наталкиваются на него, но к счастью, остаются незамеченными. В конце-концов, они попадают в местный госпиталь, где уже находятся Кенни и Шэннон. Кенни ищет какие-нибудь медикаменты, которые смогут заменить наркотики. Свен и Мэй добираются до общежития, но спасти Джун не успевают. Тем временем Кенни начинает превращаться в мутанта, испускающего сильную чёрную ауру. Ребятам удаётся сбежать от него на некоторое время, но затем они снова сталкиваются с ним. Мутировавший в гигантского мутанта Кенни убивает Мэй, но неожиданно появляются вооружённые Шэннон и Стэн, что заставляет Кенни сбежать. Студенты и профессор садятся в фургон пиццерии Стэна и уезжают, но через некоторое время им на дорогу выскакивает мутант, из-за чего машина вылетает в кювет.
Пришедшие в себя первыми Стэн и Шеннон решают осмотреть находящуюся неподалёку дамбу, туда же подтягиваются профессор, Свен и Кори. На дамбе они неожиданно находят замученную Эми, а затем появляется Кори. Профессор, Свен, Стэн и Эми убегают с дамбы, а Шэннон и Кори начинают драться с Кенни и им удаётся сбросить его в шахту. Выбравшись с дамбы они по рации узнают, что группа разделилась: Стэн с профессором отправились по Озеру Фоллкрик на Черепаший Остров, а Свен и Эми потеряли их и сейчас блуждают в тумане. Кори и Шэннон находят Стэна и профессора, но Свен и Эми разминулись с ними и уже причаливают к соседнему острову. Эми чувствует себя все хуже и хуже после того, как она покинула дамбу. На острове они находят заброшенный старый дом с парником, полным тех самых цветов. В доме на них неожиданно нападает с бензопилой тот самый уродливый человек, которого Кори и Эми видели в лесу. Эми удаётся сбежать, а маньяк оглушает Свена и утаскивает его в подвал. В это время Стэн, Кори, профессор и Шеннон прибывают на остров. Они находят спрятавшуюся в шкафу Эми, слышат крики Свена и бросаются в подвал, но того, подвешенного на мясном крюке, убивает маньяк, который затем сбегает в секретный проход в подвале. Шэннон и Стэн следуют за ним по подземным тоннелям и внезапно замечают, что они очень похожи на знакомые им катакомбы. Выбравшись на поверхность они видят, что попали в Лифмор, находящийся в полном запустении, так как его решено было снести. Туда же приходят Эми, профессор и Кори. Эми становится совсем плохо и с ней остаются профессор и Шэннон, а Кори и Стэн решают идти по следу из цветов. След приводит их к огромному живому дереву, у подножья которого склонился маньяк. Оказалось, что дерево — это Леонард Фридман, а маньяк — его сын Джедидайя, который был зачат после того, как Леонард ввел себе Мортифилию, что и стало причиной его уродства и неуравновешенной психики. Сын нашёл отца спустя некоторое время после того, как он был побежден в первой части, и выходил с помощью цветов, из-за чего Леонард смог «воскреснуть», распустив корни с цветами, которые дошли даже до Фолкрика (и поэтому таинственные наркотические цветы были ничем иным, как Мортифилией, из-за чего все, кто их употреблял, мутировали). Стэну и Кори удаётся отпилить корни Леонарда и тот погибает. Джедидайя приходит в бешенство и нападает на Кори. В ходе непродолжительной схватки на бензопилах, Кори побеждает Джедидайю, зарезав его. Идя обратно они замечают, что дорожка из цветов Мортифилии начинает вянуть, а профессор связывается с ними и говорит, что прибыла помощь.
На парковке друзья находят машины скорой помощи и людей в противогазах, которые целятся в них. Из машины выходит Ричард и раскрывает свои планы: он какое то время был ассистентом Фридманов, помогая Герберту найти лекарство для Леонарда. Теперь, когда Фридманы потерпели крах, он хочет лично продолжить их работу. Он говорит, что Мортифилия которую видели герои в первой части была лишь пробой, а конечный результат перед ними, и указывает на беременную Эми. Кори и Стэн понимают, что, тогда на дамбе мутировавший Кенни изнасиловал Эми, а всей болью, которую она испытывала, были схватки. Из-за Мортифилии сроки беременности сократились от девяти месяцев до нескольких часов. Ничего больше не объясняя, профессор сажает Кори в машину к Эми, а Стэна в машину к Шеннон, и обе кареты отправляются назад в Фолкрик. Но когда машины проезжали тоннель рядом с Братством, на них опускаются черные споры Мортифилии, из-за чего происходит авария. Стэн и Шеннон приходят в себя и слышат по рации Кори, который смог сбежать и теперь собирается бежать на стадион, так как туда скоро прилетит вертолет, который заберет Ричарда и Эми. Стэн и Шеннон тоже туда отправляются, попутно убегая от мутантов. Передвигаясь по зданию Братства, они попадают в жертвенный зал, где находят комнату, посередине которой стоят забальзамированные мутанты из Лифмора и первое дерево Мортифилии, а в другой комнате — мемориал братьям Фридманам. Становится понятно, что братство поклонялось Фридманам и Мортифилии. Стэн и Шэннон выходят на стадион, замечая, что уже рассвело. На стадионе они находят каким-то чудом выжившего и мутировавшего ещё сильнее Кенни, который пытается убедить Кори стать таким как он. Но Кори, устав всё это терпеть, говорит, что только Мэй имела на него права, и стреляет себе в голову. Кенни замечает Стэна и Шеннон и злобно ухмыляется. Они же в ответ, используя четыре рычага, сбрасывают на Кенни арматуру ещё не достроенной части стадиона, что окончательно его убивает. Перед смертью Кенни просит Шеннон позаботиться о его ребёнке, после чего умирает. Шеннон обещает, что не даст этому отродью выжить. Тут в воздух поднимается вертолет с Эми и профессором, но в этот самый момент у Эми начинаются роды и вертолёт взрывается, оставляя после себя облако чёрной ауры. Стэн и Шеннон целуются на фоне этого облака, однако оно внезапно разрастается ещё больше. Стэн спрашивает, что им теперь делать, на что Шэннон отвечает, что «пришло время порвать семейные узы» и они вдвоём покидают стадион.

## Саундтрек
Как и для первой части треки для второй были написаны Ольвие Деривьером и спеты детским хором Парижской Гранд Опера:
1. Corruption With Rage and Melancholy (Распад с Яростью и Меланхолией)
2. Atmospheric Mood (Атмосферное настроение)
3. Back To School (Обратно в школу)
4. Life Has Plan (У Жизни Есть План)
5. Ballets Of Deads (Балет Мёртвых)
6. Finally Home (Наконец Домой)
7. Melancholy (Меланхолия)
8. Corpus Gemitu (Стон тела)
9. Bad Behaviour (Плохое Поведение)
10. Lost Love (Потерянная Любовь)
11. Infested People (Заражённые Люди)
12. Dimitri Was There (Здесь Был Дмитрий)
13. Waltz Of Death (Вальс Смерти)
14. We All Die (Все Мы Умираем)
15. Save My Soul (Спасите Мою Душу)
16. The Last Ones (Последняя Встреча)
17. Periculum (Опасность)
18. Turtle Stone (Камень Черепахи)
19. Hearing Fearies (Слушание Фей)
20. Lumen (Просвет)
21. Nostalgia (Ностальгия)
22. Бонусный трек: Falling Down Demo (Падая)

## Рецензии и обзоры
| Сводный рейтинг | Сводный рейтинг | Сводный рейтинг | Сводный рейтинг |
| Издание         | Оценка          | Оценка          | Оценка          |
| Издание         | PS2             | PSP             | Wii             |
| --------------- | --------------- | --------------- | --------------- |
| GameRankings    | 63,31 %         | 68,38 %         | 56,20 %         |

Российский портал Absolute Games отметил наличие линейных уровней, расширенный арсенал оружия, хорошую работу композитора Ольвие Деривьера, а также заметил, что консольная система «сейвов-чекпойнтов» хотя и добивает остатки саспенса, она всё же легче, чем та, что была в первой части. Из минусов он отметил в основном то, что в графическом плане игра получилась просто скучной (скудное освещение, отсутствие лицевой анимации) и выставил ей 57 % из 100 .
Российский компьютерно-игровой журнал «Игромания» заметил, что игра стала атмосфернее и энергичнее, что ей явно уделяли больше внимания, однако геймплей морально устарел, головоломкам не хватает остроты, а атмосфере ужасного — какой-то собранности . Из минусов он отметил, что создателям явно не хватило опыта даже на то, чтобы претендовать на звание «лучшей игры недели». При этом, по его мнению, само название игры (один из вариантов перевода слова «ObsCure» — «тусклый», «неясный») на этот раз подходит ей как нельзя лучше. Он поставил ей оценку 6,5 из 10.